# سوزان اسمیت
سوزان اسمیت (انگلیسی: Susan Smith؛ زادهٔ ۲۶ سپتامبر ۱۹۷۱) زن خانه‌دار اهل ایالات متحده آمریکا است که به اتهام قتل دو پسرش، مایکل سه ساله و الکساندر یک ساله در سال ۱۹۹۴ از طریق بستن بچه‌هایش به صندلی ماشین و انداختن ماشین که حامل دو فرزندش بود به دریاچه جان دی لانگ در کارولینای جنوبی به حبس ابد محکوم شده است.
این پرونده به دلیل ادعای نادرست اسمیت مبنی بر اینکه یک مرد سیاهپوست پسرانش را در جریان سرقت خودرو ربوده است، توجه بین‌المللی را به خود جلب کرد. وکلای مدافع او، دیوید بروک و جودی کلارک، شاهدان متخصص را فراخواندند تا شهادت دهند که او مشکلات سلامت روانی داشته است که قوه قضاوت او را هنگام ارتکاب جنایات مختل کرده است. اسمیت در نهایت پس از محاکمه به حبس ابد با امکان آزادی مشروط محکوم شد. اسمیت برای اولین بار در ۲۰ نوامبر ۲۰۲۴ واجد شرایط آزادی مشروط بود اما درخواستش رد شد. او در مؤسسه بازپروری لث در نزدیکی گرین‌وود، کارولینای جنوبی زندانی است.

## پس‌زمینه خانوادگی
پدر اسمیت زمانی که او شش ساله بود از طریق خودکشی درگذشت، و خود اسمیت در سن ۱۳ سالگی اقدام به خودکشی کرد. مادرش سپس با بورلی سی راسل جونیور ازدواج کرد که بعدها مشخص شد که اسمیت را در نوجوانی مورد آزار جنسی قرار داده است. راسل یک تاجر محلی بود که بعدها در حزب جمهوری‌خواه کارولینای جنوبی و ائتلاف مسیحی شهرت یافت. اسمیت و راسل هر دو اظهار کرده‌اند که روابط جنسی بین آنها تا شش ماه قبل از قتل ادامه داشته است. اسمیت پس از فارغ‌التحصیلی از دبیرستان در سال ۱۹۸۹، پس از پایان رابطه‌اش با مرد متأهلی که با او در ارتباط بود، برای دومین بار اقدام به خودکشی کرد. او با دیوید اسمیت ازدواج کرد و صاحب دو پسر شدند که بعداً آنها را به قتل رساند.

## محاکمه
در سال ۱۹۹۵، دیوید بروک و جودی کلارک به عنوان وکیل مشترک برای اسمیت خدمت کردند. در بیانیه آغازین خود، کلارک استدلال کرد که اسمیت در زمان قتل عمیقاً مضطرب بود و افسردگی شدیدی را تجربه می‌کرد. کلارک به هیئت منصفه گفت: «این یک مورد در مورد رفتار شرورانه نیست. این یک مورد در مورد ناامیدی و غم است.» نظریه دفاع در مورد این پرونده این بود که اسمیت برای کشتن خود و دو پسرش به لبه دریاچه رانندگی کرد، اما غریزه بقای او اراده کرد که از ماشین خارج شود. از سوی دیگر، دادستان معتقد بود که او پسرانش را به قتل رسانده تا زندگی جدیدی را با یک معشوق سابق آغاز کند. فقط دو ساعت و نیم طول کشید تا هیئت منصفه او را به قتل محکوم کنند. در مرحله مجازات، تامی پوپ، دادستان اصلی پرونده اسمیت، با شور و شوق به نفع محکومیت اسمیت به اعدام استدلال کرد. هیئت منصفه در نهایت به اجرای مجازات اعدام رای منفی دادند. اسمیت در سال ۱۹۹۵ به دلیل قتل دو پسرش به دو بار حبس ابد محکوم شد. روان‌پزشک دفاعی اسمیت او را مبتلا به اختلال شخصیت وابسته و افسردگی اساسی تشخیص داد.